# 禁断のケミストリー
『禁断のケミストリー』（きんだんのケミストリー、Better Living Through Chemistry）は2014のアメリカ合衆国・イギリスのコメディ映画。
共同監督・脚本は新人のデヴィッド・ポザメンティアとジェフ・ムーア。サム・ロックウェル、オリヴィア・ワイルド、ミシェル・モナハン、レイ・リオッタなどが出演。
堅苦しい薬剤師の何も起こらない生活が、主婦の客と恋に落ちることでセックス・ドラッグ・殺人のめくるめく冒険に巻き込まれ、メチャクチャになっていくコメディ作品。
日本では劇場公開されず、WOWOWで放映された。

## キャスト
- ダグ・ヴァーニー: サム・ロックウェル - 薬剤師。
- エリザベス・ロバーツ: オリヴィア・ワイルド - 謎の主婦。
- カラ・ヴァーニー: ミシェル・モナハン
- ジャック・ロバーツ: レイ・リオッタ
- ノア: ベン・シュワルツ[4]
- ウォルター・ビショップ: ケン・ハワード
- ジェーン・フォンダ: 本人 - 顧客（ナレーターも）。

## 製作
2010年2月25日、「ハリウッド・レポーター」が、デヴィッド・ポザメンティアとジェフ・ムーアがオリジナル脚本で映画監督デビューすると報じた。
2014年1月7日、サミュエル・ゴールドウィン・フィルムズが配給権を獲得したと発表。

## 作品の評価
Rotten Tomatoesによれば、批評家の一致した見解は「『禁断のケミストリー』は、郊外居住者らしい皮肉と有能なキャストを混ぜ合わせると、期待外れのしらけたブレンドを生み出すことがあると証明している。」であり、36件の評論のうち高評価は22%にあたる8件で、平均点は10点満点中4.97点となっている。
Metacriticによれば、15件の評論のうち、高評価は1件、賛否混在は9件、低評価は5件で、平均点は100点満点中40点となっている。